# Chuang Tchaj-ťi
Chuang Tchaj-ťi (čínsky 皇太極 pchin-jin Huáng Tàijí), známý též pod jménem Abachaj (* 28. listopadu 1592 – † 21. září 1643) byl zakladatel a první císař mandžuské Dynastie Čching. Jeho otcem byl zakladatel mandžuského státu Nurhači.
Chuang Tchaj-ťi v roce 1636 pojmenoval svůj národ Mandžuy a vyhlásil dynastii Čching („Čistá“).

## Vláda
Chuang Tchaj-ťi vládl od roku 1626 do své smrti. Na východě si podmanil Koreu a na západě uzavřel spojenectví s kmeny Vnitřního Mongolska. V roce 1638 založil tzv. Mongolský jamen. Těmito kroky konsolidoval mandžuský stát vytvořený jeho otcem Nurhačim a připravil základy pozdějšího dobytí Číny. Dosažení tohoto cíle se však nedožil.